# 马西米利亚诺·蒙代洛
马西米利亚诺·蒙代洛（義大利語：Massimiliano Mondello，1975年1月31日—），意大利男子乒乓球运动员。他曾代表意大利参加2004年夏季奥林匹克运动会乒乓球比赛的男子双打小项。